# Forsa församling, Visby stift
Forsa församling är en församling i Norra Gotlands pastorat i Nordertredingens kontrakt i Visby stift i Svenska kyrkan. Församlingen ligger i Gotlands kommun i Gotlands län.

## Administrativ historik
Församlingen bildades 2012 genom sammanslagning av Hangvar-Halls församling och Lärbro-Hellvi församling och utgjorde därefter till 2014 ett eget pastorat. Från 2014 ingår församlingen i Norra Gotlands pastorat.

## Kyrkor
- Halls kyrka
- Hangvar kyrka
- Hellvi kyrka
- Lärbro kyrka